# Gatten
Gatten er en landsby i Himmerland, beliggende 15 km sydøst for Løgstør, 24 km sydvest for Nibe, 16 km nord for Farsø og 12 km nordvest for Aars. Landsbyen hører til Vesthimmerlands Kommune og ligger i Region Nordjylland. I 1970-2006 hørte Gatten til Farsø Kommune.
Gatten hører til Flejsborg Sogn. Flejsborg Kirke ligger 4 km vest for Gatten, nordøst for landsbyen Flejsborg.

## Geografi
Den fredede Øjesø og den større Sjørup Sø ligger et par kilometer syd for Gatten. Et nyere parcelhuskvarter strækker sig ned mod Sjørup Sø. Gatten ligger mellem Øjesø Plantage mod sydøst, Gatten Plantage mod nordøst og Skovbakke Plantage mod nord.

## Himmerland Golf & Spa Resort
Sydvest for Gatten ligger Himmerland Golf & Spa Resort, hvor golfturneringen Made in Denmark er blevet spillet siden 2014.

## Historie

### Jernbanen
Gatten fik jernbanestation på Himmerlandsbanerne, der blev åbnet i 1893. Stationen havde omløbs/læssespor og et kort blindspor, men ingen større trafik. I 1960 blev den nedsat til trinbræt med sidespor.
Stationen blev helt nedlagt, da persontrafikken på strækningen Hobro-Løgstør ophørte i 1966. Godstrafikken på strækningen Viborg-Løgstør fortsatte til 1999, men uden ekspedition i Gatten. Sporet blev taget op i 2006, så man kunne anlægge cykel- og vandreruten Himmerlandsstien. Stationsbygningen er bevaret på Gatten Stationsvej 3.